# Nauczycielskie Kolegium Języków Obcych w Tychach
Nauczycielskie Kolegium Języków Obcych w Tychach – funkcjonujące w latach 1990–2015 kolegium publiczne, kształcące w systemie dziennym w dwóch specjalnościach: język angielski i język niemiecki. Opiekę naukową nad kolegium sprawował Uniwersytet Śląski. Organem prowadzącym kolegium był Samorząd Województwa Śląskiego.

## Historia
Kolegium zostało utworzone w 1990. Uroczysta inauguracja pierwszego roku akademickiego nastąpiła 1 października 1990. Pierwszym dyrektorem Kolegium był Zbigniew Naumienko (1990–2005). Kolegium stało się pierwszą tyską placówką, w której można było podjąć studia wyższe pierwszego stopnia. Pierwsza grupa studentów uczących się na terenie Tychów liczyła 15 osób.
W latach 2004–2011, po dwóch zmianach adresu (w latach 1990–1994 ul. Elfów 42, od 1994 do 2004 r. al. Piłsudskiego 12), Kolegium funkcjonowało przy ul. Wojska Polskiego 8. W 2011 nastąpiło przeniesienie do budynków zajmowanych wspólnie z Wyższą Szkołą Zarządzania i Nauk Społecznych przy al. Niepodległości 32.
W latach 2005–2010 funkcję dyrektora NKJO pełniła Ewa Fic, od roku 2010 ponownie został nim Zbigniew Naumienko.
Od 2003 Kolegium organizowało konkurs języka angielskiego i języka niemieckiego dla uczniów klas maturalnych szkół województwa śląskiego oraz powiatu oświęcimskiego, a od 2006 słuchacze organizowali edukacyjne przedstawienia dla środowiska lokalnego.
W 2007 roku kolegium przystąpiło do europejskiego projektu Common Constitution and Language Learning, którego celem jest opracowanie anglo- i niemieckojęzycznych materiałów dydaktycznych dotyczących Unii Europejskiej oraz jej Konstytucji.
10 lutego 2014 Sejmik Województwa Śląskiego podjął uchwałę o zamiarze likwidacji kolegium z dniem 30 września 2015 r.. Ostateczną decyzję podjęto 16 marca 2015 r. W dniu 30 września 2015 Kolegium zakończyło działalność.